# Гастон Хіменес (футболіст, 1991)
Гастон Хіменес (ісп. Gastón Giménez, нар. 27 липня 1991, Формоса) — аргентинський та парагвайський футболіст, півзахисник американського клубу «Чикаго Файр».
Виступав, зокрема, за клуб «Велес Сарсфілд», а також національну збірну Парагваю.

## Клубна кар'єра
Народився 27 липня 1991 року в місті Формоса. Вихованець футбольної школи клубу «Альміранте Браун». Дорослу футбольну кар'єру розпочав 2010 року в основній команді того ж клубу, в якій провів чотири сезони, взявши участь у 88 матчах чемпіонату. 
Згодом з 2014 по 2018 рік грав у складі команд «Атлетіко Тукуман», «Годой-Крус» та «Естудьянтес».
Своєю грою за останню команду привернув увагу представників тренерського штабу клубу «Велес Сарсфілд», до складу якого приєднався 2018 року. Відіграв за команду з Буенос-Айреса наступні два сезони своєї ігрової кар'єри. Більшість часу, проведеного у складі «Велес Сарсфілда», був основним гравцем команди.
До складу клубу «Чикаго Файр» приєднався 2020 року. Станом на 10 вересня 2024 року відіграв за команду з Чикаго 119 матчів в національному чемпіонаті.

## Виступи за збірні
У 2018 році дебютував в офіційних матчах у складі національної збірної Аргентини.
У складі збірної був учасником розіграшу Кубка Америки 2021 року у Бразилії.
| Дата       | Місто   | Господарі | Результат | Гості   | Турнір           | Голи | Примітки |
| ---------- | ------- | --------- | --------- | ------- | ---------------- | ---- | -------- |
| 17-11-2018 | Кордова | Аргентина | 2 – 0     | Мексика | товариський матч | -    | 88'      |
| Усього     |         | Матчів    | 1         |         | Голів            | 0    |          |